# ZG80 (2016.)
ZG80 hrvatski je film iz 2016. godine. 
Prednastavak je filma Metastaze Branka Schmidta. Rene Bitorajac je jedini glumac koji je ponovio svoju ulogu iz prvog filma. Ova akcijska komedija prati grupu navijača Bad Blue Boysa koji odlaze na utakmicu zagrebačkog Dinama i beogradske Crvene zvezde gdje ih očekuju njihovi tadašnji najveći rivali - Delije. Film je prednastavak filma Metastaze te je radnja filma smještena 10 godina prije radnje filma Metastaze u vrijeme kada su Krpa i ekipa bili mladi.

## Radnja
Koncem 80-ih pripadnici navijačke skupine Bad Blue Boysa: Buba (Filip Detelić), Dejo (Marko Janketić), Fićo (Matija Kačan), Kizo (Marko Cindrić), Žuti (Domagoj Mrkonjić) te mladi Krpa (Rene Bitorajac) odlaze s ostalim navijačima na utakmicu voljenog kluba Dinama, koji igra protiv Crvene zvezde u vrijeme turbulentnih događanja u bivšoj SFRJ koja je pred očitim raspadom te tenzije bivaju sve veće. Na utakmici Žuti (Domagoj Mrkonjić) istrčava na teren te postavlja zastavu nasred terena što izaziva velike nerede na tribinama. Nakon utakmice protagoniste progone Delije te kreće prava zbrka i rat na ulicama Beograda. Priča je to o mladićima koje veže posebna ljubav za jednim klubom. Glumačka ekipa uprizorila je autentičan, neuljepšan navijački duh i vrijeme u kojem se radnja filma događa. Film podsjeća svojim dinamičnim scenama povremeno na kultni američki film iz 1979. godine Ratnici podzemlja u kojem se također pripadnici raznih bandi New Yorka sukobljavaju bježeći gradom prikazujući različite slojeve društva i noćnog života. Mnogi od likova u filmu inspirirani su stvarnim legendama Bad Blue Boysa. Radnja filma smještena je u Zagrebu i Beogradu 1989. godine u vrijeme bivše SFRJ. Događaji iz filma rađeni su prema istinitim događajima između dva metropolska nogometna kluba zagrebačkog Dinama i beogradske Crvene zvezde u ono staro vrijeme odnosno krajem 1980-ih godina prošloga stoljeća. Film je smješten u vrijeme sukoba između Bad Blue Boysevaca i Delija prije početka Domovinskog rata u vrijeme kada su navijači Dinama otputovali u Beograd u kojem je zatim nastao sukob u beogradskim ulicama, odnosno za vrijeme prije sukoba u stadionu na Maksimiru koji se dogodio 13. svibnja 1990.

## Uloge
- Rene Bitorajac - Krpa
- Matija Kačan - Filip
- Marko Cindrić - Kizo
- Filip Detelić - Buba
- Marko Janketić - Dejo
- Domagoj Mrkonjić - Žuti
- Nikola Rakočević - Peđa
- Miloš Timotijević - Rile
- Mijo Jurišić - Ićo
- Mario Petreković - Zlatkec
- Igor Hamer - Roko

## Zanimljivosti
- Film je sufinanciran sredstvima Hrvatskog audiovizualnog centra[1]
- Film je osvojio nagradu publike (Zlatna vrata Pule) na Pulskom festivalu 2017. godine[3]
- Film je postao najgledaniji hrvatski film u 2016. godini[4]
- ZG80 premijerno je prikazan 1. rujna 2016. godini, a hrvatsku televizijsku premijeru doživio je 20. travnja 2018. godine na RTL Televiziji[3]

## NastavakZG90
U travnju je najavljen nastavak filma, gdje scenarij sufinanciran sredstvima HAVC-a, pod radnim nazivom "Užas je naša furka (Reci kaj ili krepaj, ku'iš)", radnja filma biti će smještena za vrijeme glasovite, neodigrane, utakmice između Dinama i Crvene Zvezde, 13. svibnja 1990. godine. Scenarij potpisuju dvojac Ivo Balenović i Robert Cukina, dok redatelji ovog puta biti će Eduard Galić i Istvan Filakovity. Prouvodnja film 14. rujna 2023. sufinancirayna je od strane Hrvatskog audiovizualnog centra (HAVC), gdje je najavljen i glavni naziv filma "ZG90".

## Vanjske poveznice
- ZG80 u internetskoj bazi filmova IMDb-a
- Facebook Dnevna doza ZG80